# With the Lights Out
With the Lights Out — бокс-сет группы Nirvana, выпущенный в 2004 году, состоящий из 3-х компакт-дисков и 1-го DVD. Альбом представляет собой компиляцию из ранее редких или неизданных материалов, включая би-сайды, демо, грубые репетиционные записи и живые записи. Названием для альбома было взята строчка из припева песни «Smells Like Teen Spirit».

## Справочная информация
Слухи о посмертном бокс-сете Nirvana, или антологии, впервые появились в середине 1990-х годов, вскоре после смерти певца и гитариста группы Курта Кобейна в апреле 1994 года. В конечном счете было объявлено, что будет выпущен бокс-сет из 45 треков в сентябре 2001 года, чтобы отметить 10-ю годовщину прорывного альбома Nevermind, но судебная тяжба между вдовой Кобейна, Кортни Лав и оставшимися членами Нирваны Дейвом Гролом и Кристом Новоселичем, не позволила этому произойти.
Наибольшая часть спора сосредоточилась на песне «You Know You're Right», записанной в январе 1994 года во время заключительной студийной сессии группы. Грол и Новоселич хотели выпустить песню для бокс-сета, но Лав заблокировала выпуск песни и подала в суд за контроль над наследием Нирваны. Иск Лав утверждал, что «у сторон принципиально разные понятия о том, как управлять музыкальным и художественным наследием Курта Кобейна», что привело «в тупик принятия решений». Лав полагала, что «You Know You're Right» была бы «потрачена впустую» для бокс-сета, и вместо этого станет заглавной композицией на компиляции одного диска подобно The Beatles 1.
В 2002 году юридическое сражение было улажено, и «You Know You're Right» была выпущена в компиляции «лучшее» Nirvana. Это проложило путь к тому, чтобы With the Lights Out смог быть выпущен в ноябре 2004, спустя более чем три года после его изначально заявленной даты выпуска, но с большим количеством музыки, чем было первоначально обещано, включая акустический вариант песни «You Know You're Right».

### Продвижение
Перед выпуском With the Lights Out на радиостанции был разослан промо EP под названием «The Selection from With Lights Out» с песнями «White Lace and Strange», «Blandest», «Lithium», «Heart-Shaped Box» и «You Know You're Right». «Lithium» также был выпущен как загружаемый сингл исключительно в iTunes 22 ноября 2004. Музыкальное видео оригинальной версии «In Bloom», которое было сделано в 1990 году для компиляции VHS "Sub Pop Video Network", была включена на DVD диск With the Lights Out.
Был выпущен онлайн-трейлер для бокс-сета, в котором представлены кадры с DVD и аудио всех трех компакт-дисков.

### Упаковка
With the Lights Out упакован в термочувствительный материал, который меняет цвет при касании, показывая изображения с записи.
Каждый из трех компакт-дисков представляет собой редкие записи из каждых трех эпох истории Нирваны в соответствии с тремя студийными альбомами группы (Bleach, Nevermind и In Utero), которые были выпущены в 1989, 1991 и 1993 годах. DVD содержит редкие живые выступления и репетиции в течение всей карьеры группы.
Издание также включает в себя 60-страничный буклет, который содержит аннотации к альбому, написанные Терстоном Муром из американской рок-группы Sonic Youth и журналистом Нилом Страуссом, а также фотографии и хронологический каталог истории записи группы, включая сессии в студии, появления на телевидении и выступления по радио, живые выступления и домашние сессии демозаписей.
Выступление группы 6 мая 1987 на радиостанции KAOS 89.3 FM Олимпия, Вашингтон допущена опечатка с датой на 17 апреля 1987.

## Прием
| Совокупная оценка             | Совокупная оценка |
| Источник                      | Оценка            |
| ----------------------------- | ----------------- |
| Metacritic                    | 76/100            |
| Оценки критиков               |                   |
| Источник                      | Оценка            |
| Allmusic                      | [ 9 ]             |
| Encyclopedia of Popular Music | [ 10 ]            |
| Entertainment Weekly          | A-                |
| The Guardian                  | [ 12 ]            |
| NME                           | 7/10              |
| Pitchfork Media               | 6.3/10            |
| PopMatters                    | [ 15 ]            |
| Q                             | [ 16 ]            |
| Rolling Stone                 | [ 17 ]            |
| Spin                          | A                 |

With the Lights Out получил в целом положительные отзывы от музыкальных критиков, многие из которых видели этот релиз как ценный взгляд на музыкальную эволюцию группы. Джулиан Маршалл из NME назвал его «гуманизирующим, всеобъемлющим и часто душераздирающей аннотацией человека, который через пять лет практически случайно изменил лицо музыки».
Однако несколько критиков посчитали, что в содержании слишком много сырого материала, который никогда не предназначался для официального релиза. Марк Ричардсон из Pitchfork писал: «Те, кто надеется на тропу упущенных камней, будут разочарованы ... Проще говоря, здесь достаточно хорошего материала для одного диска». Тим О'Нил из PopMatters написал: «Большинство материалов, представленных здесь, будут привлекать только избранную группу хардкорных поклонников, историков музыки и критиков».
Nielsen SoundScan сообщил, что по состоянию на 2016, With the Lights Out разошелся тиражом 546,000 копий только в США.

## Список композиций
CD 1
| №   | Название                                     | Дата записи / Локация                                      | Длительность |
| --- | -------------------------------------------- | ---------------------------------------------------------- | ------------ |
| 1.  | «Heartbreaker» (Live)                        | Март 1987; Реймонд, Вашингтон                              | 2:59         |
| 2.  | «Annorexorcist» (Radio Appearance)           | 6 мая 1987; Олимпия, Вашингтон                             | 2:44         |
| 3.  | «White Lace and Strange» (Radio Appearance)  |                                                            | 2:09         |
| 4.  | «Vendetagainst» (Radio Appearance)           |                                                            | 2:41         |
| 5.  | «неизвестно (Mrs. Butterworth)» (Demo)       | Лето 1987 репетиция; Абердин, Вашингтон                    | 4:05         |
| 6.  | «If You Must» (Demo)                         | 23 января 1988; Сиэтл, Вашингтон                           | 4:01         |
| 7.  | «Pen Cap Chew» (Demo)                        |                                                            | 3:02         |
| 8.  | «Downer» (Live)                              | 23 января 1988; Такома, Вашингтон                          | 1:43         |
| 9.  | «Floyd the Barber» (Live)                    |                                                            | 2:33         |
| 10. | «Raunchola / Moby Dick» (Live)               |                                                            | 6:24         |
| 11. | «Beans» (Home Recording)                     | 1987–1988 соло 4-дорожечный магнитофон; Абердин, Вашингтон | 1:32         |
| 12. | «Seed» (Home Recording)                      |                                                            | 2:26         |
| 13. | «Clean Up Before She Comes» (Home Recording) |                                                            | 3:12         |
| 14. | «Polly» (Home Recording)                     |                                                            | 2:30         |
| 15. | «About a Girl» (Home Recording)              |                                                            | 2:44         |
| 16. | «Blandest» (Demo)                            | 6 июня 1988; Сиэтл, Вашингтон                              | 3:56         |
| 17. | «Dive» (Demo)                                | Весна 1989; Олимпия, Вашингтон                             | 4:50         |
| 18. | «They Hung Him on a Cross» (Demo)            | Август 20 / 28; Сиэтл, Вашингтон                           | 1:57         |
| 19. | «Grey Goose» (Demo)                          |                                                            | 4:36         |
| 20. | «Ain’t It a Shame» (Demo)                    |                                                            | 2:01         |
| 21. | «Token Eastern Song» (Demo)                  | Сентябрь 1989; Сиэтл, Вашингтон                            | 3:21         |
| 22. | «Even in His Youth» (Demo)                   |                                                            | 3:13         |
| 23. | «Polly» (Demo)                               |                                                            | 2:36         |

CD 2
| №   | Название                                           | Дата записи / локация                                                   | Длительность |
| --- | -------------------------------------------------- | ----------------------------------------------------------------------- | ------------ |
| 1.  | «Opinion» (Radio Appearance)                       | 25 сентября 1990; Олимпия, Вашингтон                                    | 1:34         |
| 2.  | «Lithium» (Radio Appearance)                       |                                                                         | 1:49         |
| 3.  | «Been a Son» (Radio Appearance)                    |                                                                         | 1:12         |
| 4.  | «Sliver» (Home Recording)                          | 1990 бумбокс-рекордер; Олимпия, Вашингтон                               | 2:10         |
| 5.  | «Where Did You Sleep Last Night?» (Home Recording) |                                                                         | 2:31         |
| 6.  | «Pay to Play (Stay Away)» (Demo)                   | Апрель 2–6 1990; Мэдисон, Висконсин                                     | 3:29         |
| 7.  | «Here She Comes Now» (Demo)                        |                                                                         | 5:01         |
| 8.  | «Drain You» (Demo)                                 | 22 апреля 1991 демо 4-дорожечный магнитофон; Сан-Франциско, Калифорния  | 2:38         |
| 9.  | «Aneurysm» (Demo)                                  | 1 января 1991; Сиэтл, Вашингтон                                         | 4:47         |
| 10. | «Smells Like Teen Spirit» (Demo)                   | Март 1991 репетиция группы; Такома, Вашингтон                           | 5:40         |
| 11. | «Breed» (Rough Mix)                                | Май–июнь 1991 студийные сессии Sound City Studios; Ван-Найс, Калифорния | 3:07         |
| 12. | «Verse Chorus Verse»                               |                                                                         | 3:18         |
| 13. | «Old Age»                                          |                                                                         | 4:20         |
| 14. | «Endless, Nameless» (Radio Appearance)             | 3 сентября 1991; Лондон, Англия                                         | 8:48         |
| 15. | «Dumb» (Radio Appearance)                          |                                                                         | 2:35         |
| 16. | «D-7» (Radio Appearance)                           | 21 октября 1990; Лондон, Англия                                         | 3:46         |
| 17. | «Oh, the Guilt» (Demo)                             | 7 апреля 1992; Сиэтл, Вашингтон                                         | 3:25         |
| 18. | «Curmudgeon» (Demo)                                |                                                                         | 3:03         |
| 19. | «Return of the Rat» (Demo)                         |                                                                         | 3:09         |
| 20. | «Smells Like Teen Spirit» (Butch Vig Mix)          | Май–июнь 1991 студийные сессии Sound City Studios; Ван-Найс, Калифорния | 4:59         |

CD 3
| №   | Название                                            | Информация о записи                                                                 | Длительность |
| --- | --------------------------------------------------- | ----------------------------------------------------------------------------------- | ------------ |
| 1.  | «Rape Me» (Solo Acoustic)                           | Май 1991 соло домашнее демо; Лос-Анджелес, Калифорния                               | 3:23         |
| 2.  | «Rape Me» (Demo)                                    | Октябрь 25–26, 1992 студийные сессии; Сиэтл, Вашингтон                              | 3:01         |
| 3.  | «Scentless Apprentice» (Rehearsal)                  | Весна 1992 репетиция; Сиэтл, Вашингтон                                              | 9:33         |
| 4.  | «Heart-Shaped Box» (Demo)                           | Января 19–21 1993 студийные сессии; Рио-де-Жанейро                                  | 5:31         |
| 5.  | «I Hate Myself and I Want to Die»                   |                                                                                     | 4:03         |
| 6.  | «Milk It» (Demo)                                    |                                                                                     | 4:34         |
| 7.  | «Moist Vagina» (Demo)                               |                                                                                     | 1:57         |
| 8.  | «Gallons of Rubbing Alcohol Flow through the Strip» |                                                                                     | 7:34         |
| 9.  | «The Other Improv»                                  |                                                                                     | 6:24         |
| 10. | «Serve the Servants» (Solo Acoustic)                | Осень или зима 1992 соло-бумбокс, домашние демо-записи; Сиэтл, Вашингтон            | 1:36         |
| 11. | «Very Ape» (Solo Acoustic)                          |                                                                                     | 1:52         |
| 12. | «Pennyroyal Tea» (Solo Acoustic)                    | 1993 домашняя демо-запись; Сиэтл, Вашингтон                                         | 3:30         |
| 13. | «Marigold»                                          | 12–26 февраля 1993 студийная сессия в студии Pachyderm; Кэннон Фолс, штат Миннесота | 2:34         |
| 14. | «Sappy»                                             |                                                                                     | 3:26         |
| 15. | «Jesus Doesn’t Want Me for a Sunbeam» (Demo)        | 5 февраля 1994 репетиция группы; Кашкайш, Португалия                                | 3:57         |
| 16. | «Do Re Mi» (Solo Acoustic)                          | 1994 домашняя демо-запись; Сиэтл, Вашингтон                                         | 4:24         |
| 17. | «You Know You’re Right» (Solo Acoustic)             | 1993 или 1994 домашняя демо-запись; Сиэтл, Вашингтон                                | 2:30         |
| 18. | «All Apologies» (Solo Acoustic)                     | 1991 или 1992 домашняя демо-запись; Олимпия, Вашингтон / Сиэтл, Вашингтон           | 3:33         |

CD 4 DVD
| №   | Название | Место записи | Длительность |
| --- | --- | --- | ------------ |
| 1.  | «Love Buzz» | Репетиция группы 1988 года, место жительства матери басиста Криста Новоселича, Абердин, Вашингтон.                 | 2:32         |
| 2.  | «Scoff» | | 0:47         |
| 3.  | «About a Girl» | | 3:05         |
| 4.  | «Big Long Now» | | 4:22         |
| 5.  | «Immigrant Song» | | 1:57         |
| 6.  | «Spank Thru» | | 3:10         |
| 7.  | «Hairspray Queen» | | 3:37         |
| 8.  | «School» | | 2:53         |
| 9.  | «Mr. Moustache» | | 3:47         |
| 10. | «Big Cheese» | 23 июня 1989 года в Rhino Records, Лос-Анджелес, Калифорния.                                                       | 3:13         |
| 11. | «Sappy» (неправильно обозначен как дорожка 12 на обложке) | 16 февраля 1990 года в Bogarts, Лонг-Бич, Калифорния.                                                              | 4:27         |
| 12. | «In Bloom» (неправильно обозначен как трек 11 на обложке) (версия Pre-Nevermind с участием Чэда Чэннинга на барабанах, записанная в апреле 1990 года в Smart Studios, Мэдисон, Висконсин. Продюсер: Бутч Виг) | 1990 Sub Pop музыкальное видео. Режиссер: Стив Браун.                                                              | 4:28         |
| 13. | «School» | 22 сентября 1990 года в Motor Sports International Garage, Сиэтл, Вашингтон.                                       | 2:33         |
| 14. | «Love Buzz» | 11 октября 1990 года выступление в North Shore Surf Club, Олимпия, Вашингтон. (Первое шоу барабанщика Дэйва Грола) | 3:40         |
| 15. | «Pennyroyal Tea» (первое живое выступление) | 17 апреля 1991 года в клубе O.K Hotel, Сиэтл, штат Вашингтон.                                                      | 1:55         |
| 16. | «Smells Like Teen Spirit» (первое живое выступление) | 17 апреля 1991 года в клубе O.K Hotel, Сиэтл, штат Вашингтон.                                                      | 6:16         |
| 17. | «Territorial Pissings» | 17 апреля 1991 года в клубе O.K Hotel, Сиэтл, штат Вашингтон.                                                      | 2:45         |
| 18. | «Jesus Doesn't Want Me for a Sunbeam» | 31 октября 1991 года в The Paramount Theatre, Сиэтл, Вашингтон.                                                    | 3:32         |
| 19. | «Talk to Me» | 4 октября 1992 года выступление в The Crocodile Cafe, Сиэтле, Вашингтоне.                                          | 3:35         |
| 20. | «Seasons in the Sun» | 22 января 1993 года в студии BMG Ariola Studios, Рио-де-Жанейро, Бразилия. Продюсер: Крэйг Монтгомери.             | 3:40         |